# Elias-Tsakos-Klasse
Die Elias-Tsakos-Klasse ist eine Klasse von Aframax-Tankern der griechischen Reederei Tsakos Energy Navigation.
Die Sola TS kollidierte im November 2018 mit der norwegischen Fregatte Helge Ingstad, die in der Folge sank.

## Geschichte

### Bau und Indienststellung
Die im Dezember 2013 bestellten Schiffe der Klasse wurden zwischen 2015 und 2017 auf der Werft Daewoo Mangalia Heavy Industry gebaut und 2016 bzw. 2017 in Dienst gestellt. Sie waren Teil eines Neubauprogramms der in Athen ansässigen Reederei Tsakos Energy Navigation. Die von Tsakos Columbia Shipmanagement in Athen bereederten Schiffe fahren größtenteils unter der Flagge Maltas, drei Einheiten fahren unter griechischer Flagge.

### Kollision derSola TS
Die Sola TS kollidierte am 8. November 2018 vor Norwegen mit der Fregatte Helge Ingstad. Die 23 Mann an Bord blieben unverletzt. Die Beschädigungen am Schiff wurden bis Mitte Dezember 2018 in einer Werft in Danzig behoben.

## Technische Daten
Die Schiffe werden von einem MAN-Dieselmotor (Typ: 6G60ME-C) angetrieben. Der Motor wirkt auf einen Festpropeller. Für die Stromerzeugung stehen drei Dieselgeneratoren zur Verfügung. Weiterhin wurde ein Notgenerator verbaut.
Der Rumpf eines Teils der Klasse ist eisverstärkt (Eisklasse 1B).

## Schiffe
| Elias-Tsakos-Klasse | Elias-Tsakos-Klasse | Elias-Tsakos-Klasse | Elias-Tsakos-Klasse                                   |
| Bauname             | Baunummer           | IMO-Nummer          | Kiellegung Stapellauf Fertigstellung                  |
| ------------------- | ------------------- | ------------------- | ----------------------------------------------------- |
| Elias Tsakos        | 5010                | 9724075             | 6. Oktober 2015 16. April 2016 27. Juni 2016          |
| Thomas Zafiras      | 5011                | 9724087             | 8. Oktober 2015 5. Juni 2016 12. August 2016          |
| Leontios H          | 5012                | 9724336             | 20. Oktober 2015 16. Juli 2016 12. Oktober 2016       |
| Parthenon TS        | 5013                | 9724348             | 27. Oktober 2015 10. September 2016 28. November 2016 |
| Sola TS             | 5014                | 9724350             | 30. Oktober 2015 22. Januar 2017 5. April 2017        |
| Marathon TS         | 5015                | 9737371             | 3. November 2015 25. November 2016 10. Februar 2017   |
| Oslo TS             | 5016                | 9737383             | 5. November 2015 26. März 2017 29. Mai 2017           |
| Stavanger TS        | 5017                | 9737395             | 10. November 2015 20. Mai 2017 28. Juli 2017          |
| Bergen TS           | 5018                | 9737400             | 13. November 2015 12. August 2017 27. Oktober 2017    |